# Selkup
El selkup és la llengua dels selkups i pertany al grup de les llengües samoiedes de la família de les llengües uralianes, com la llengua nenets. És parlat per unes 1.570 persones (1994 est.) a la regió entre els rius Obi i Ienissei (a Sibèria). El nom Selkup prové del rus "cелькупский язык" (selkupski iazik). Tanmateix, el nom comú més usat entre ells per a la llengua és шӧльӄумыт әты šöľqumyt әty, lit. llengua dels homes del bosc. S'usen diferents noms per als dialectes.
Hi ha tres dialectes en selkup, inclòs el del riu Taz (en rus тазовский диалект, tazovski dialekt), que ha format la base del llenguatges escrit selkup el 1930, el dialecte del riu Tym (en rus тымский диалект, timski dialekt), i el dialecte quet (en rus кетский диалект, ketski dialekt). El dialecte taz té 25 vocals i 16 consonants.